# Гешичу
Гешичу — река в России, протекает в Итум-Калинском районе Чеченской Республики. Левый приток Аргуна.

## География
Река Гешичу берёт начало на склоне хребта Цорейлам. Течёт на юго-восток. Устье реки находится в 106 км по левому берегу реки Аргун. Высота устья — 977 м над уровнем моря. Длина реки составляет 23 км, площадь водосборного бассейна — 102 км².
Система водного объекта: Аргун → Сунжа → Терек → Каспийское море.
По берегам реки расположены развалины Авлахи, Бурты, Верхний Кий, Гимрой, Геши, Ердычу, Кай, Кейметки, Курахи, Мештерой, Нижний Кий, Угны, Шунды.

## Данные водного реестра
По данным государственного водного реестра России относится к Западно-Каспийскому бассейновому округу, водохозяйственный участок реки — Сунжа от города Грозный до впадения реки Аргун. Речной бассейн реки — Реки бассейна Каспийского моря междуречья Терека и Волги.
Код объекта в государственном водном реестре — 07020001212108200005887.